# 생식세포종
생식세포종(生殖細胞腫, 영어: germ cell tumor, GCT)은 생식세포에서 기원한 암의 일종이다. 생식세포종양(生殖細胞腫瘍)이라고도 한다.

## 분류
생식세포종은 신체의 부위에 관계 없이 조직학 관점에서 분류된다.
생식세포종은 두 가지 계열로 크게 분류할 수 있다:
- GGCT/SGCT(germinomatous / seminomatous) 생식세포종
- NGGCT, NSGCT(nongerminomatous / nonseminomatous) 생식세포종

## 치료
성숙 기형종과 같은 양성 생식세포종이 있는 여성은 난소 절제술을 통해 치료 받을 수 있다.

## 부위
- 머리
  - 머리뼈 내부
  - 입 내부
- 목
- 종격
- 골반
- 난소

- 고환

## 같이 보기
- 배아줄기세포